# Nogometni klub Međimurje Čakovec
Il Nogometni Klub Međimurje è la squadra di calcio di Čakovec, in Croazia. Milita nella 3.HNL, il campionato di terza divisione croato.
Fondato nel 2003 dopo il fallimento del Omladinac NSR, il club porta il nome della Regione del Međimurje. Dopo la promozione nella 1.HNL, nel 2004, la squadra ha sempre militato nella massima serie, fino alla retrocessione subito al termine della stagione 2007-2008.
Lo Stadio SRC Mladost ha una capacità di 8.000 spettatori.

## Palmarès

### Altri piazzamenti
- Treća HNL:

Promozione: 2017-2018